# Árkádia (utópia)

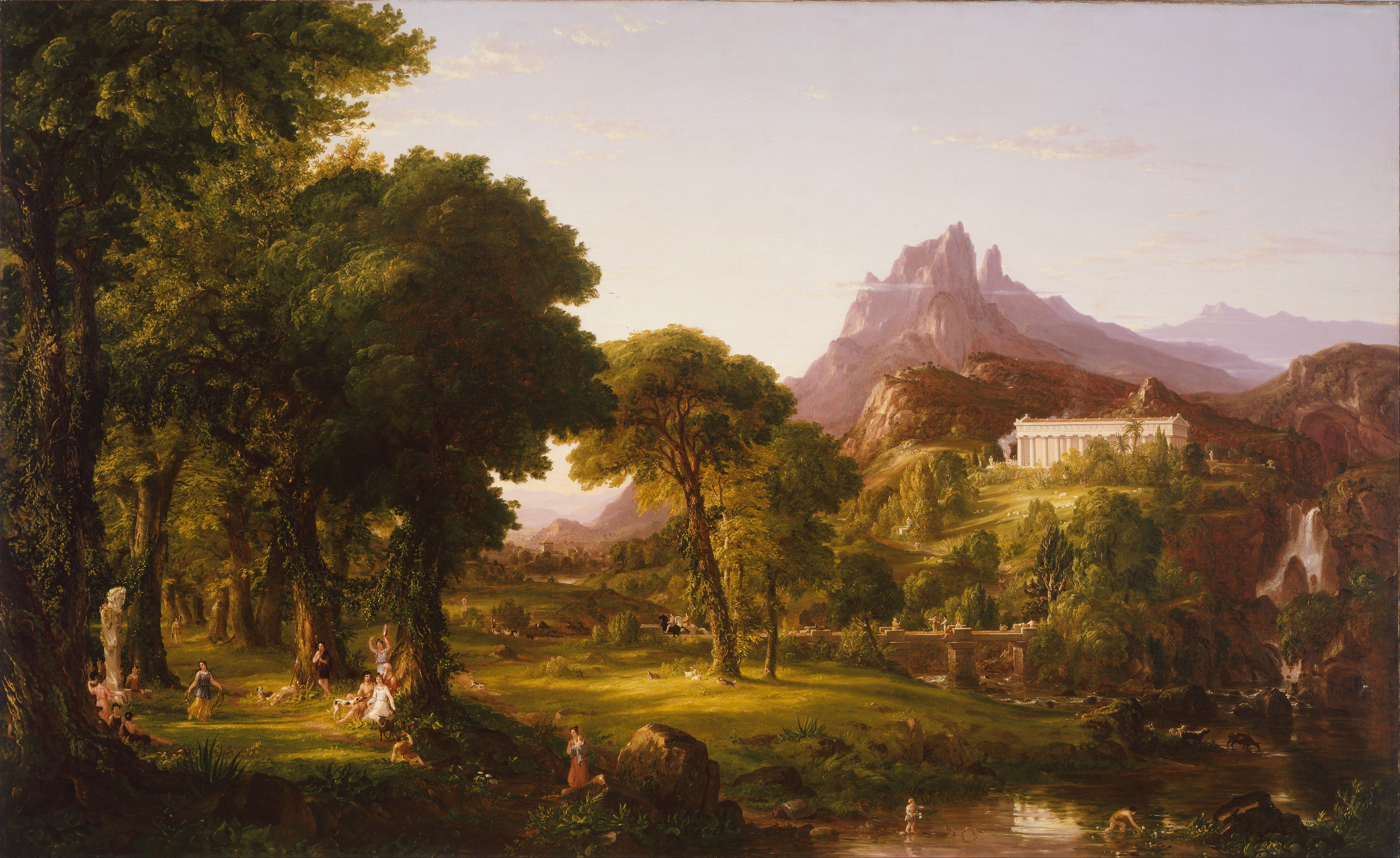
Az idilli Árkádia ábrázolása Thomas Cole - Árkádia álma (Dream of Arcadia, 1838 körül) című festményén

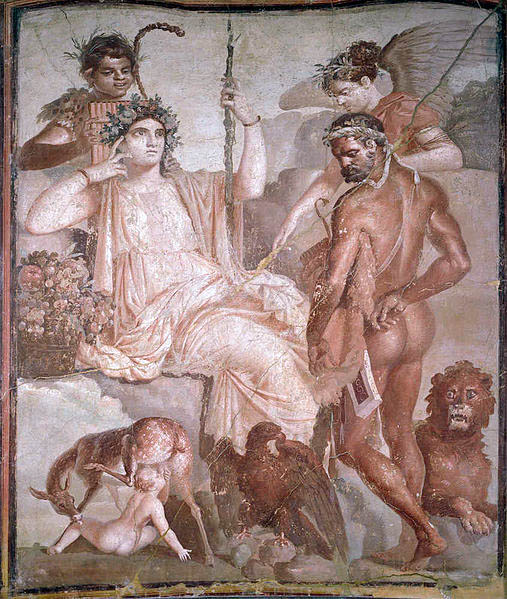
Árkádia. Herculaneumi freskó (kb. i. sz. I. század)

Az idilli Árkádia az ókortól e néven ismert térség mítoszain, legendáin alapuló, de azokhoz képest is erősen idealizált, paradicsomi ábrázolása Vergilius költészetére vezethető vissza.
A reneszánsztól máig irodalmi és más művészeti alkotások sora született ennek az értelmezésnek a nyomán, és terjedt el a név, fogalom használata az élet egyéb területén immár világszerte.
Motívumában keverednek a theokritoszi pásztori költészet hagyományai, az elveszett aranykor utáni nosztalgia és egy nem körvonalazott utópia megvalósításának vágya.

## Előzményei
Árkádiát a kortárs, ókori görögök némileg elmaradottaknak tekintették, lenézték, amiből annyi kétségtelenül helytálló, hogy a korabeli főbb kulturális központoktól, a tengerparti kikötőktől, városállamoktól, szigetektől, valamint nyilvánvalóan a tengeren bonyolított élénk kereskedelemtől is távolabb, valamelyest elszigetelődve éltek. Ez tükröződik Polübiosz és Pauszaniasz írásaiban, akik Árkádia pásztorkodó népét kiváló zenészekként, a hagyományos paraszti vendégszeret és szigorú erkölcsök őrzőiként említették, de akik mindemellett butaságukról és durva életmódjukról voltak ismertek. Az ’Αρκαδικον βλαστημα (Arcadius juvenis azaz ’árkádiai sarj’) kifejezés együgyűt jelentett.
Hasonlóan emlékezett meg Árkádia lakóiról Ovidius is Fasti című művében.

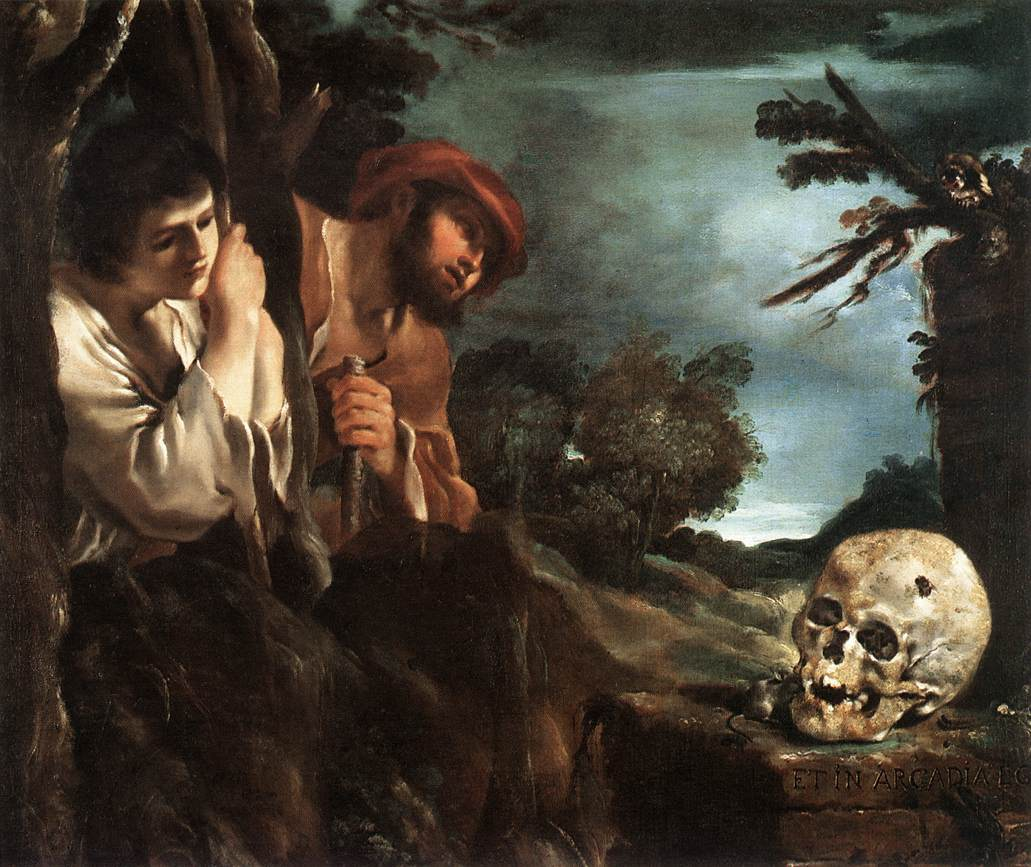
Guercino: Et in Arcadia Ego (1618 körül)

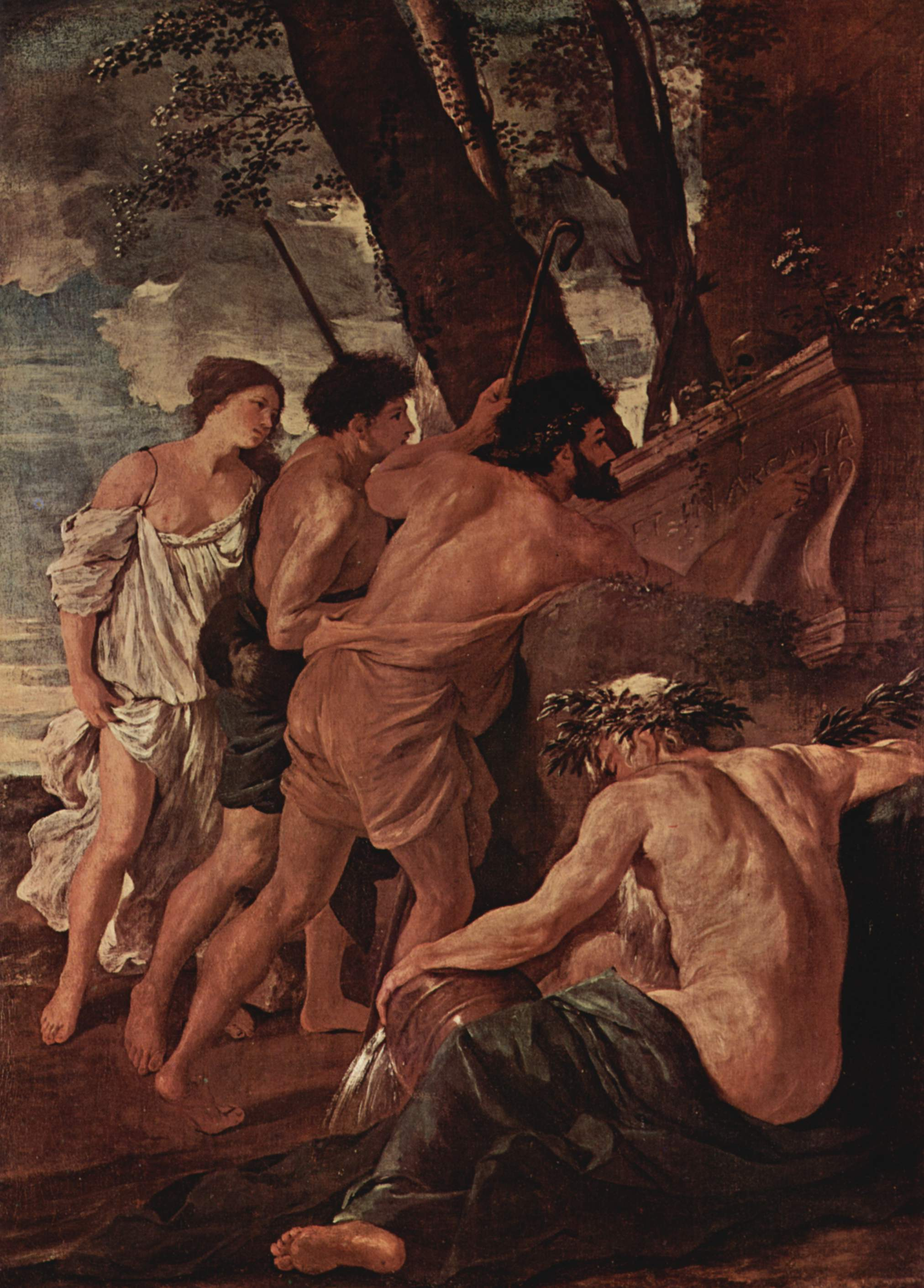
Poussin Árkádiai pásztorok (1629-1630)

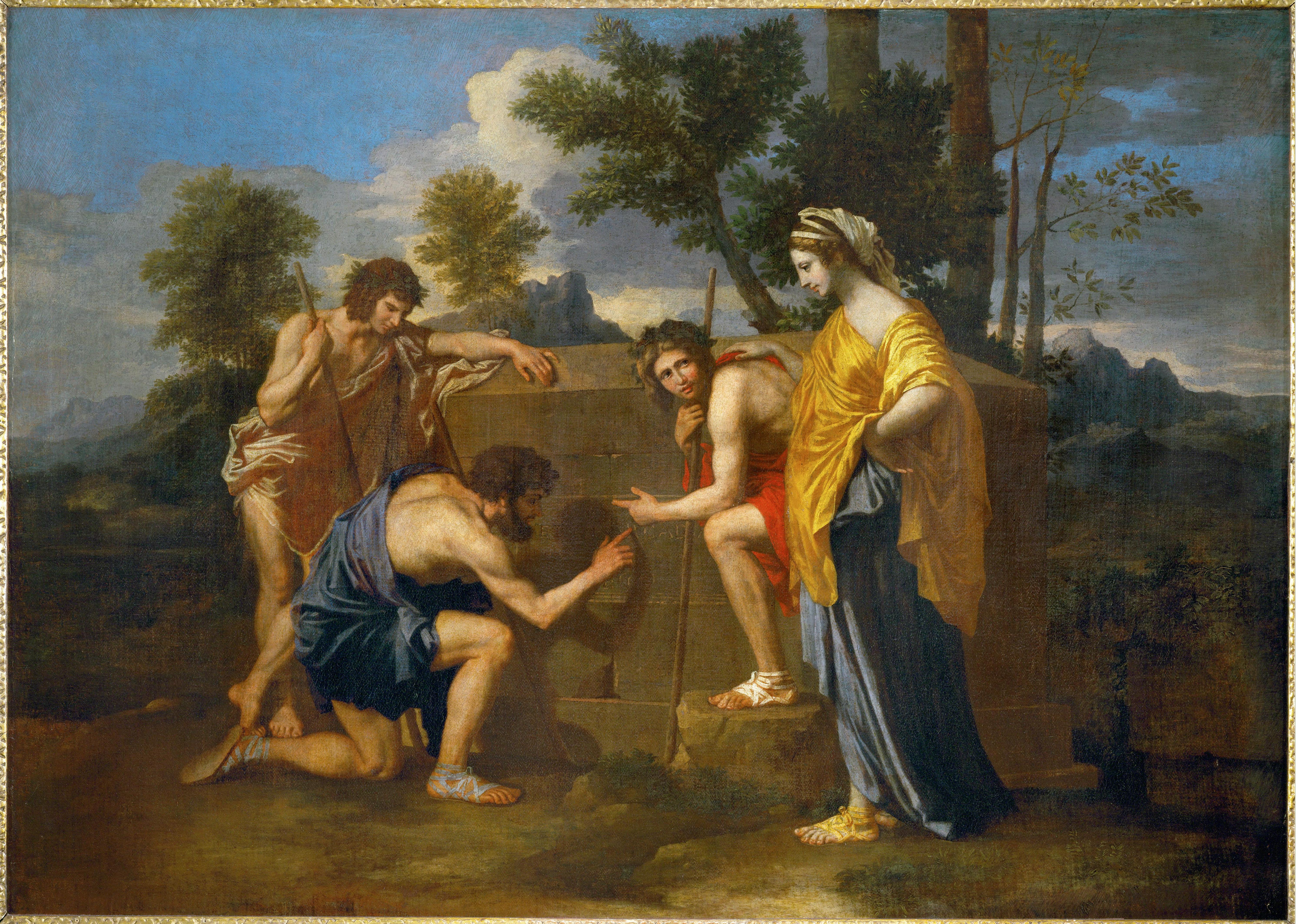
Poussin Árkádiai pásztorok (második változat, 1638)

Mindezekkel ellentétben Vergilius eklogáiban Árkádia az idillikus, természetközeli, egyszerű pásztorélet, a boldogság földje. Ezt a képet vették át és színesítették tovább a reneszánsztól a későbbi korok művészei is. Jacopo Sannazaro 1480 körül írt Arcadia című verse 1504-ben jelent meg Nápolyban, Garcilaso de la Vega spanyol költő bukolikus költeményeit halála után 1543-ban özvegye adta ki, Sir Philip Sidney műve (az un. régebbi Árkádia) 1580-ban készült el.

## Et in Arcadia ego
A nevezetes szólás, Et in Arcadia ego azaz Árkádiában éltem én is Guercino festményén és címében jelent meg először, de Nicolas Poussin Árkádiai pásztorok (Et in Arcadia ego) című, két változatban is megfestett híres képe volt az ismertebb, és nagyban járult hozzá az idilli értelmezés elterjedéséhez.
A szimbólumot hagyományosan többféleképpen értelmezik. Az elmúlás szimbólumaként általában, az aranykor letűnésének előérzetére, illetve konkrétan a halálra, vagyis hogy még Árkádia sem volt mentes a haláltól (Memento mori).
Elias L. Rivers szerint Daphnisz sírfeliratából eredeztethető Vergilius Ötödik eklogájából („Daphnis ego in silvis” azaz ’Én, Daphnisz az erdő mélyéről ...’), amellyel a sírban nyugvó halott pásztorra utal, nem pedig magára a halálra.
Goethe és Schiller szintén a „költészet hazája” értelemben emlegették Árkádiát. Goethe az Utazás Itáliában (Italienische Reise) című műve mottójául választotta az Et in Arcadia ego (Én is voltam Árkádiában) szólást, amivel arra utal, hogy Itáliára a létező Árkádiaként tekint. Itália volt számára az a hely, amit őelőtte irodalmárok generációi a 18. század idill- és árkádia-irodalmában kerestek és amit ő útja során megtalálni vélt.
Jól látható, ahogy az Árkádia idill helyszíne kiterjed, egyre inkább távolodva a földrajzi, történelmi de a mitikus Árkádiától is: Daphnisz legendabeli sírhelye inkább Szicíliában lehetett volna, nem Árkádiában. A felirat latin, nem görög. Vagy például Samuel Taylor Coleridge Kubla kán című versében már Xanadut is Árkádiához hasonlítja az Alph vagyis Alfeiosz folyó említésével. Ennek oka többek között az is lehet, hogy már Vergilius kortársa, barátja, Horatius is szélesebb értelemben aranykorról írt.
Magyarországon talán Berzsenyi és Kazinczy lírájában bontakozik ki leginkább az árkádiai idill. Ennek ellenére hazánkban is okozott némi zavart a kétféle ókori értelmezés igencsak eltérő volta. (Árkádia-per)

## Újabb irodalmi alkotásokban
- Pietro Metastasio történeteinek a helyszíne Árkádia volt, az ártatlanságot és természetet jelképező vidék (ellentéte a bűnös város).
- Arany János Árkádia-féle című verse (1853. január 1.)
- Tom Stoppard: Árkádia című színműve (1993)
- Lövétei Lázár László: Árkádia-féle. Válogatott és új versek; Erdélyi Híradó–Előretolt Helyőrség Szépirodalmi Páholy–Ráció, Kolozsvár–Bp., 2009 (Előretolt helyőrség könyvek)

## Festészetben

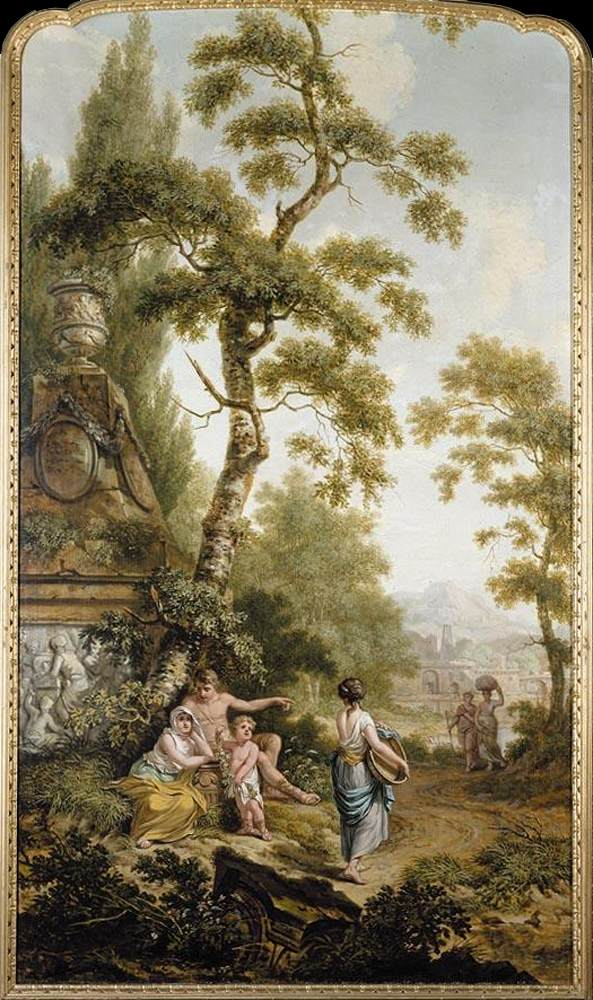
Jurriaen Andriessen: Arcadian Landscape (1780-as évek)
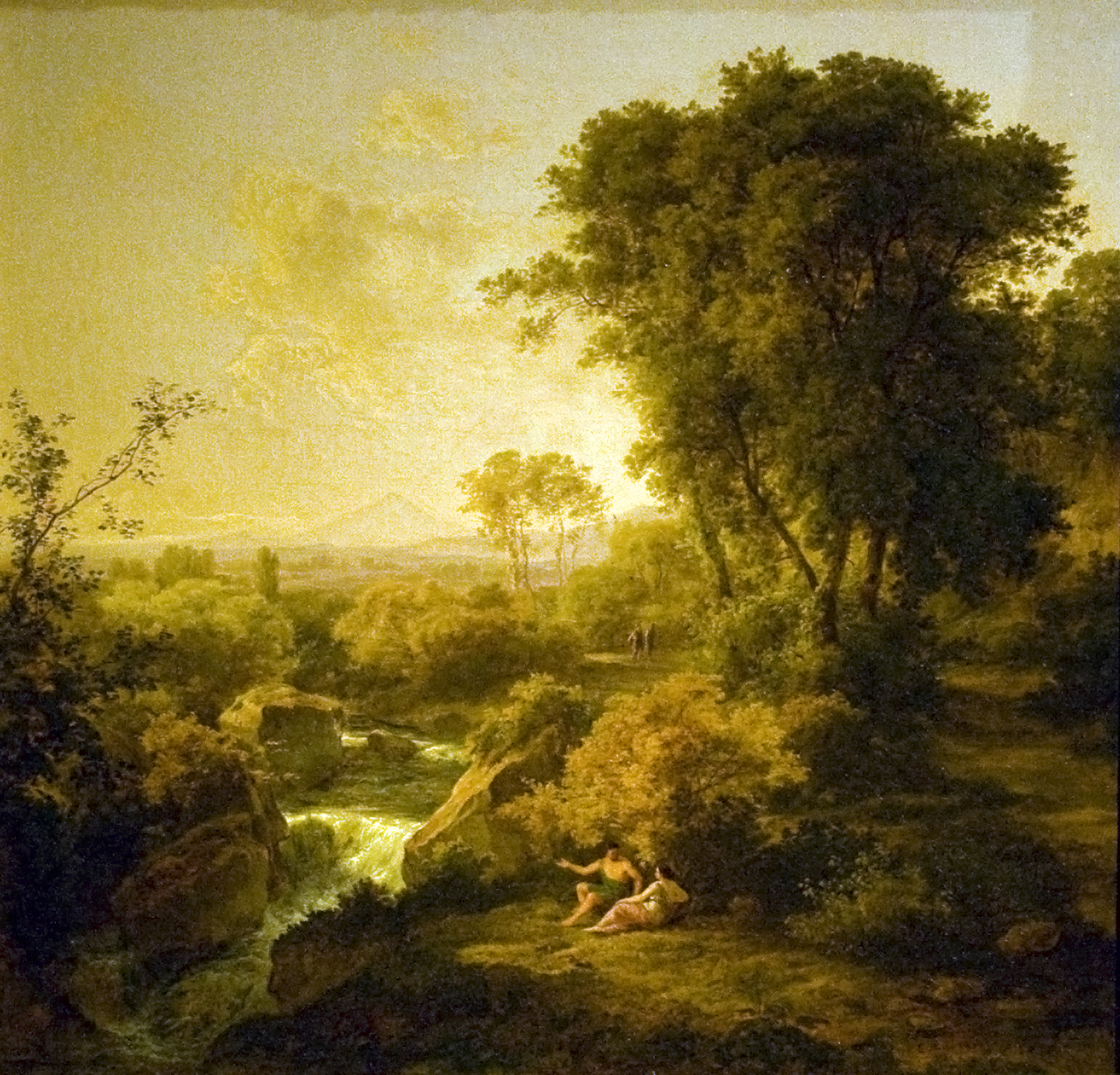
Id. Markó Károly: Árkádiában (1830)
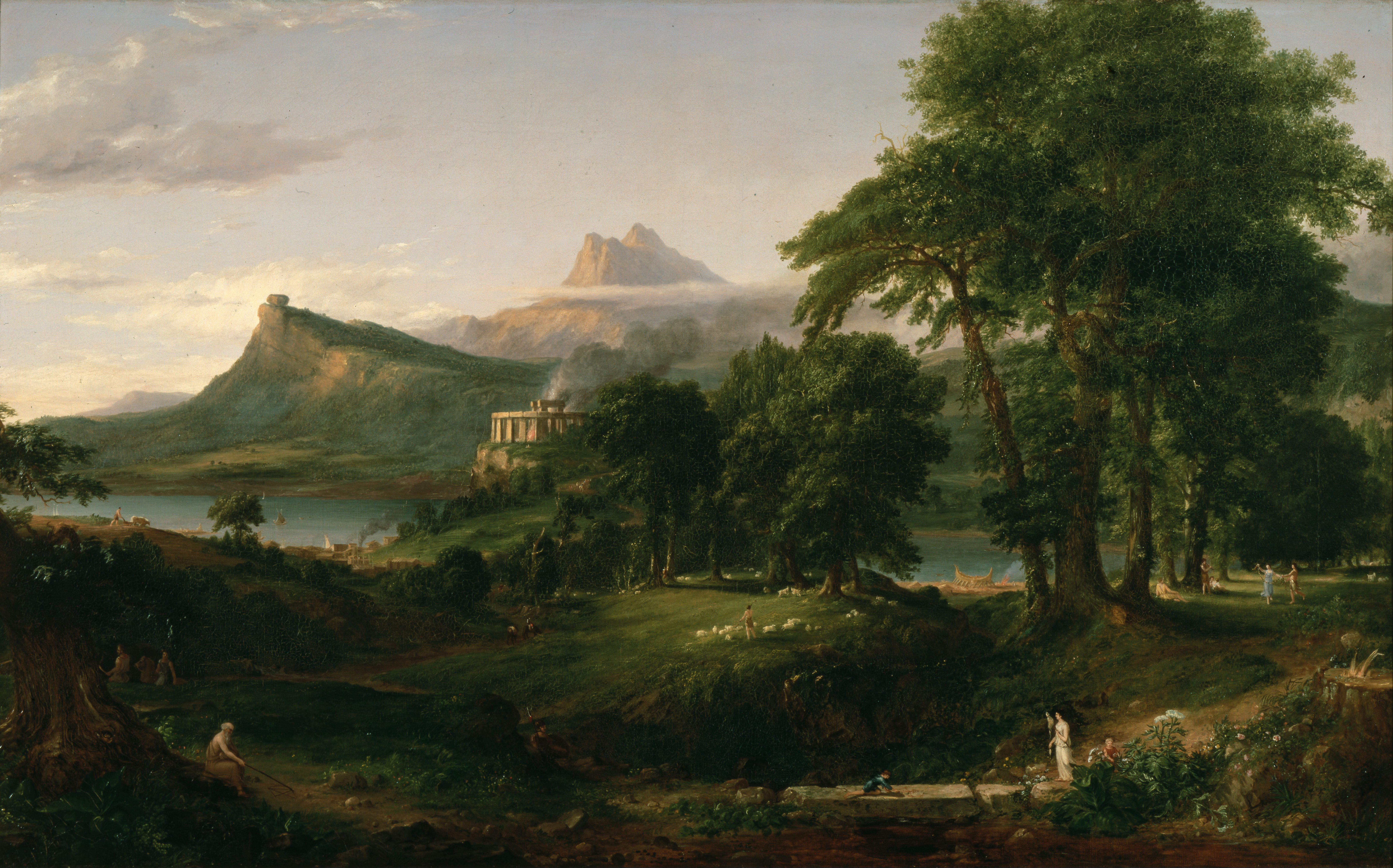
Cole Thomas: The Arcadian (1836)
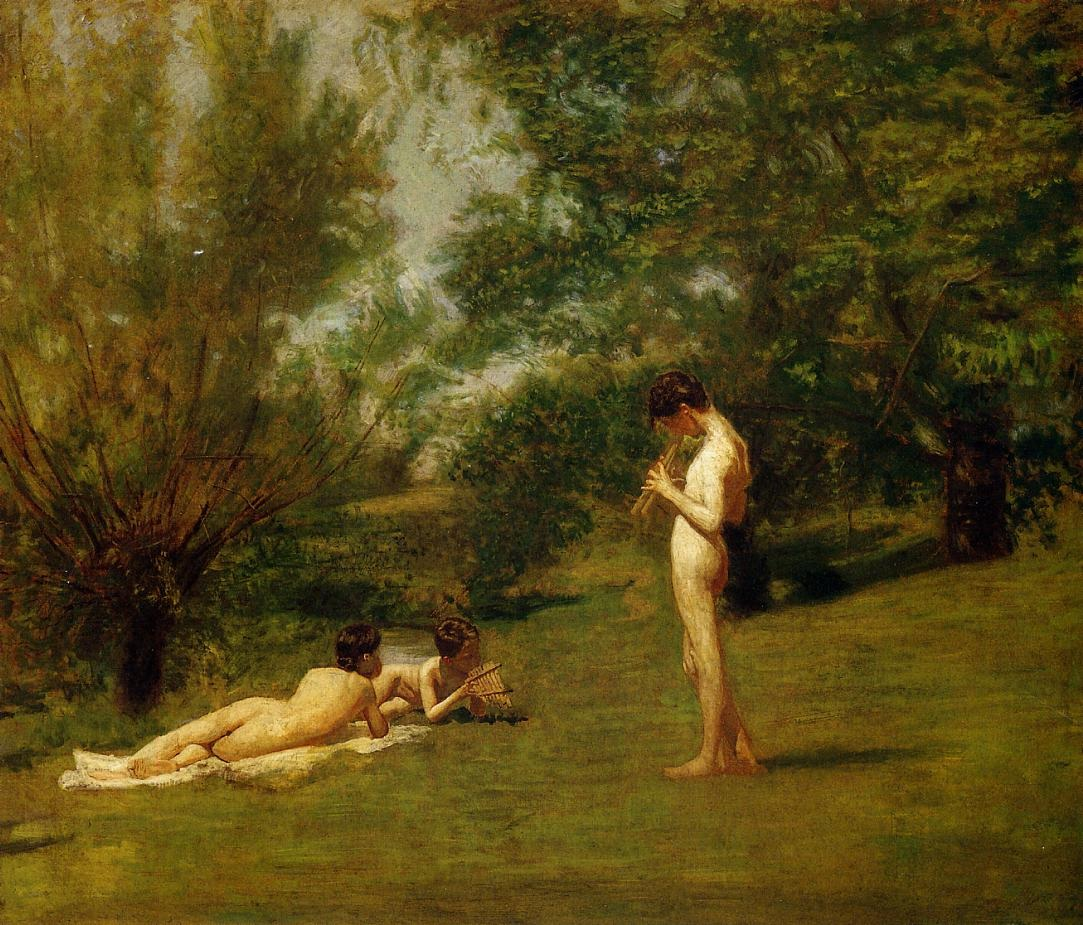
Thomas Eakins: Árkádia (1883 körül)
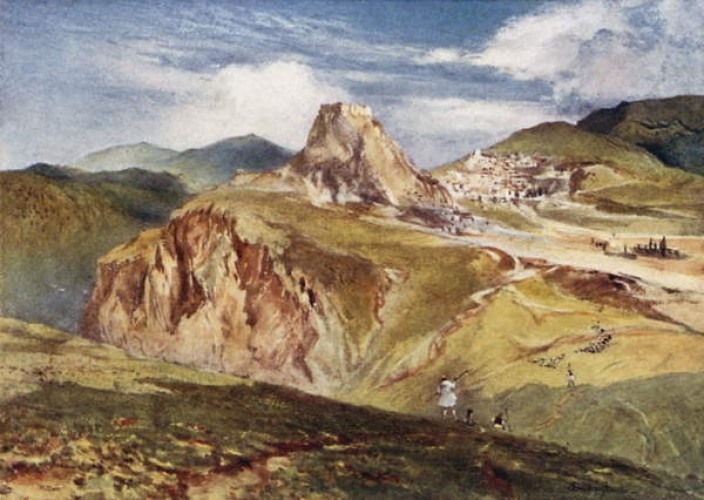
John Fulleylove: Karüténa vára Árkádiában című festménye (1900 körül)
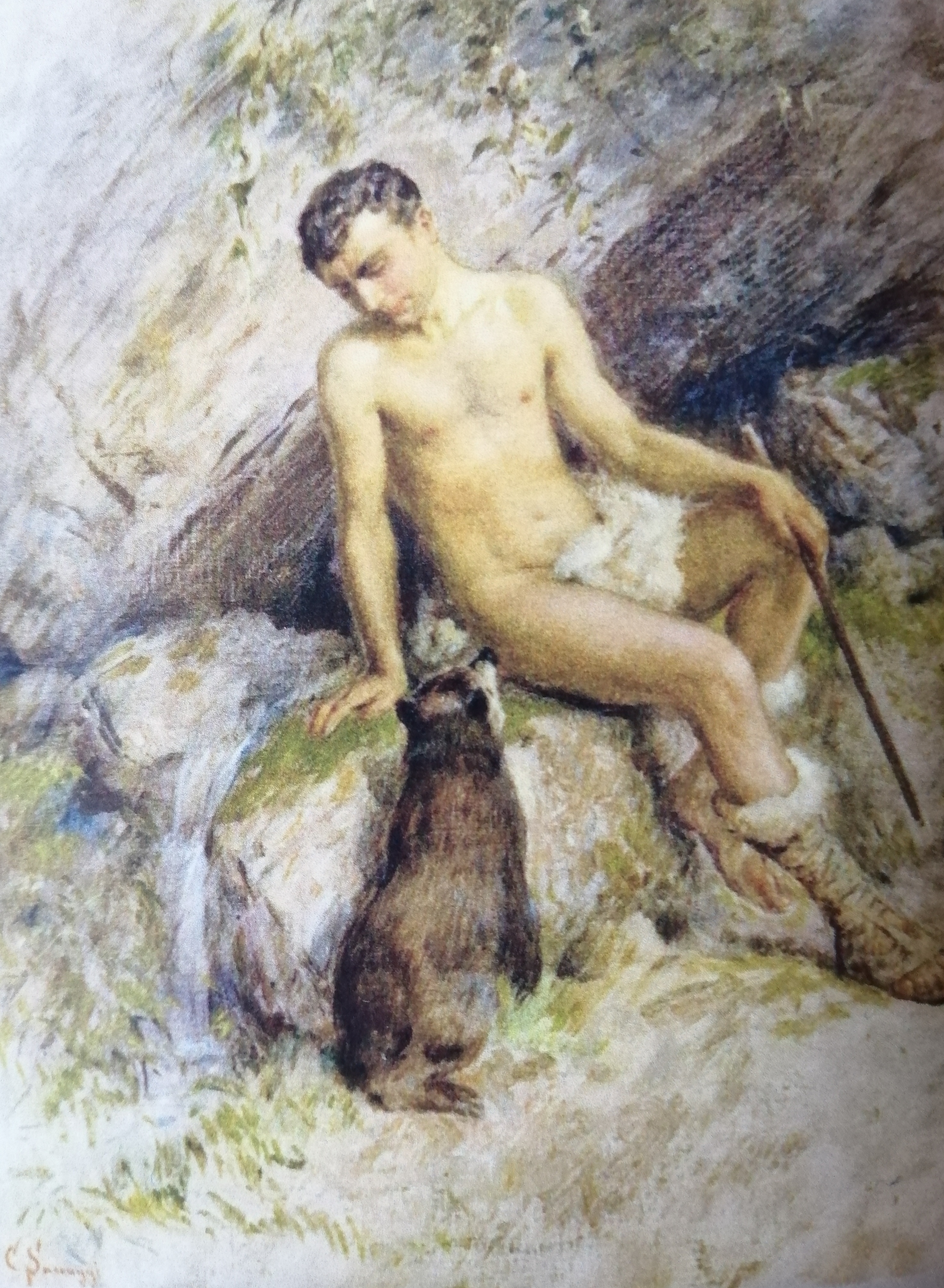
Cesare Saccaggi: Arcadiai juhász - juhász bukolikus környezetben
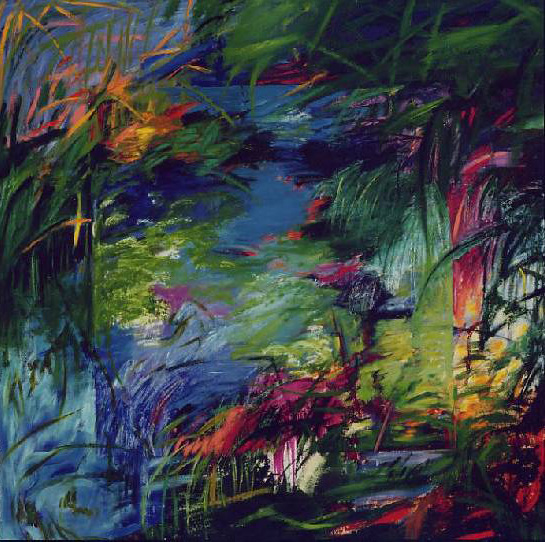
Danièle Rochon: Árkádia (1991)
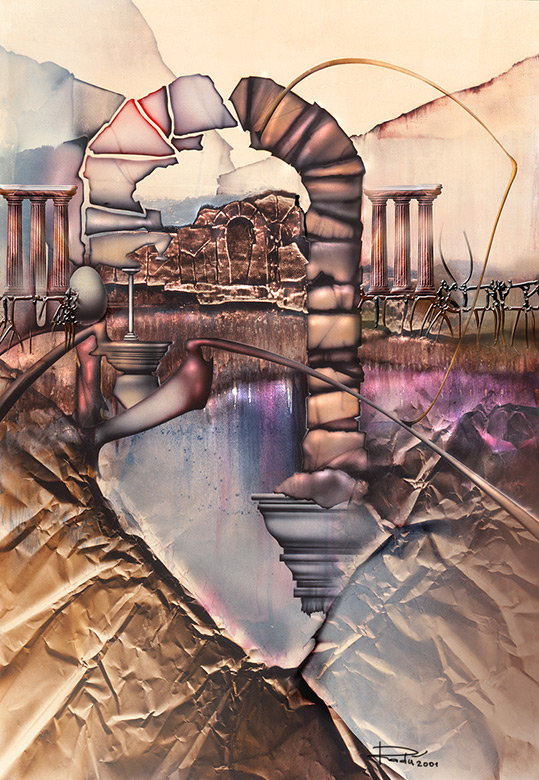
Radu-Anton Maier: Arcadia Vecchia (2001)

(A wikimedia commons-on számos egyéb festmény is található Arcadia keresőszóval keresve.)
A hazai árkádikus festészet:
- Árkádia tájain. Szőnyi István és köre 1918-1928, kiállítási katalógus, szerk. Zwickl András. Budapest, Magyar Nemzeti Galéria, 2001

## Későbbi korokban és az élet, művészetek, kultúra egyéb területein
Települések:
Művészetek, egyéb: